# Brucerò la Vucciria (col mio piano in fiamme)
Brucerò la Vucciria (col mio piano in fiamme) è il terzo album in studio degli Akkura.

## Tracce
1. Brucerò la Vucciria (col mio piano in fiamme)
2. Vicoli vicoli
3. Kalsa mex
4. Beddu lupu
5. Nico
6. Attore meridionale
7. Benefattore
8. Chiedilo a Nick Cave
9. Dequembra
10. Sabbie immobili